# Światowy Szczyt Laureatów Pokojowej Nagrody Nobla

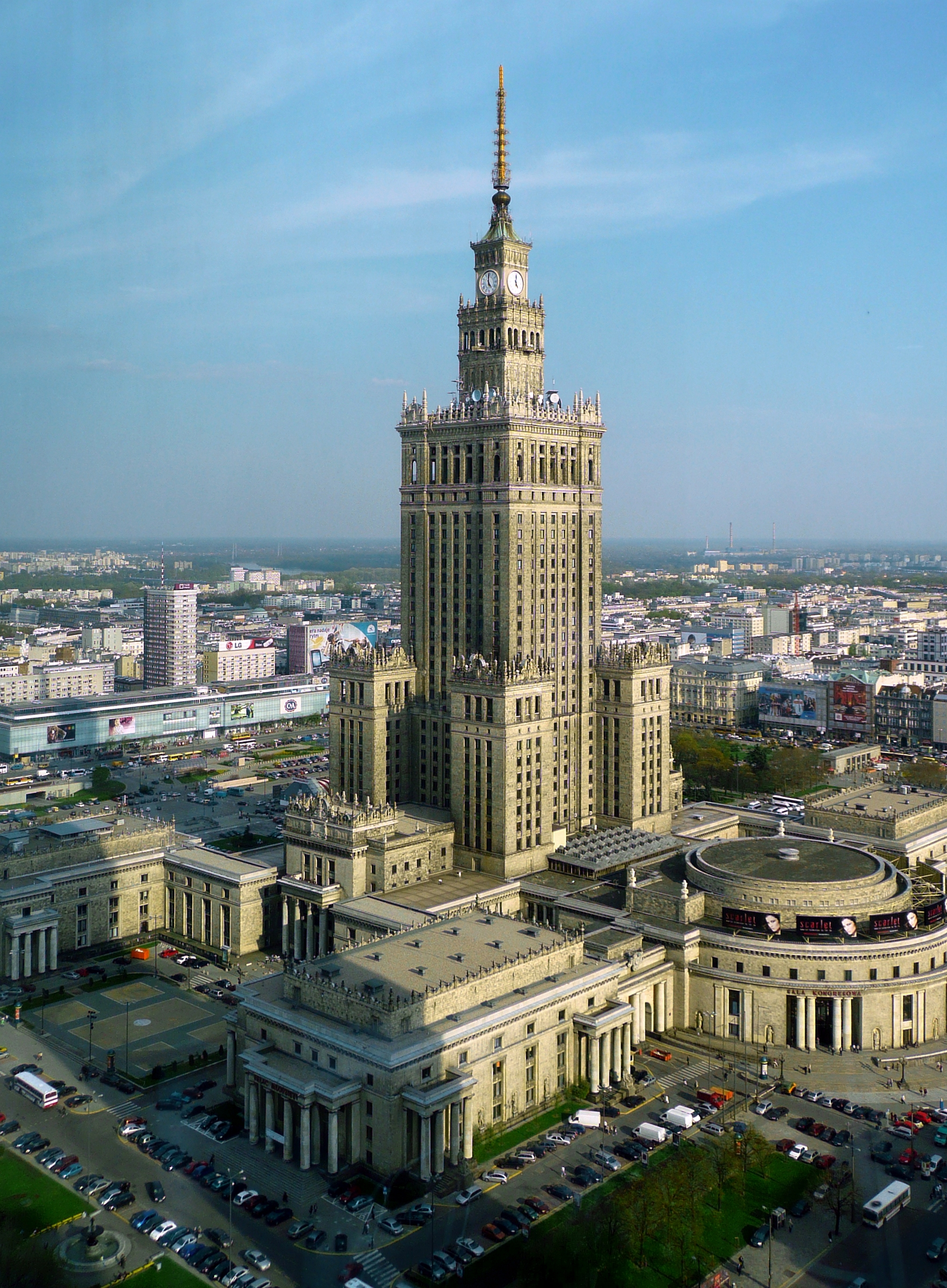
PKiN w Warszawie – miejsce obrad XIII Światowego Szczytu Laureatów Pokojowej Nagrody Nobla

Światowy Szczyt Laureatów Pokojowej Nagrody Nobla (ang. World Summit of Nobel Peace Laureates) – spotkanie laureatów Pokojowej Nagrody Nobla.
Pierwszy światowy Szczyt Laureatów Pokojowej Nagrody Nobla odbył się w 1999 r. z inicjatywy Michaiła Gorbaczowa (pokojowy noblista z 1990 roku) pod hasłem „Nowa polityka na XXI wiek”. Organizatorem szczytu jest Stały Sekretariat Światowego Szczytu Laureatów Pokojowej Nagrody Nobla – organizacja non-profit z główną siedzibą w Rzymie.
Przez pierwsze osiem lat obrady noblistów odbywały się w Rzymie, a w latach 2008–2015 w Berlinie, Paryżu, Hiroszimie, Chicago, Warszawie, Rzymie i Barcelonie.

## XIII Szczyt Laureatów Pokojowej Nagrody Nobla
Trzynaste spotkanie laureatów pokojowej nagrody Nobla odbyło się 21–23 października 2013 w Warszawie w Sali Kongresowej Pałacu Kultury i Nauki oraz w Teatrze Wielkim Operze Narodowej pod hasłem „Solidarni dla pokoju – czas działać”. Spotkaniu tradycyjnie współprzewodniczył Michaił Gorbaczow i były burmistrz Rzymu Walter Veltroni.
Tematyka XIII spotkania noblistów:
- Solidarni dla pokoju i bezpieczeństwa
- System wartości społecznych w dobie kryzysu
- Usłyszcie nas! Nierówności a sprawiedliwość społeczna
- Prawa człowieka: zagrożenia wczoraj i dziś
- Solidarność i pojednanie: nigdy więcej wojny
- Solidarność młodych – działaj na rzecz pokoju

W trakcie szczytu wręczono Nagrodę Pokoju 2013 (Peace Summit Award 2013) dla Sharon Stone w uznaniu za „działania, które zrodziły solidarność z milionami ludzi, walczącymi z tragedią HIV i AIDS i tchnęły w nich nową nadzieję”.